# 噴泉公園 (印地安納州)
噴泉公園（英語：Fountain Park）是位於美國印地安納州傑斯帕縣的一個非建制地區。該地的面積和人口皆未知。